# Georges Annenkov
Pour les articles homonymes, voir Annenkov.
Georges Annenkov (ou Georges Annenkoff ; en russe : Юрий Павлович Анненков, Iouri Pavlovitch Annenkov) est un peintre russe, décorateur de cinéma et costumier, né le 11 juillet 1889 à Petropavlovsk, dans l'Empire russe, et mort le 12 juillet 1974 à Paris 14e.
De Friedrich Wilhelm Murnau à Jacques Becker et Alex Joffé, en passant par Max Ophüls, de 1926 à 1966, Georges Annenkov, créateur de costumes, a traversé quarante ans de cinéma européen.

## Biographie
Diplômé des beaux-arts à Saint-Pétersbourg, Georges Annenkov est, dès 1913, peintre passionné d'avant-garde et décorateur de théâtre. Il fréquente l'école de S. Zeidenberg, en même temps que Marc Chagall. En 1911 il part pour Paris. Il y fréquente l'atelier de Félix Vallotton, et retrouve Chagall et Jean Pougny. En Bretagne à Roscoff où il effectue un stage avec sa sœur Nadejda, biologiste, il étudie les anémones de mer en se servant d'un microscope. Il y crée aussi plusieurs œuvres, des huiles sur toile dont les sujets sont des personnages bretons, des villages.        
De 1913 à 1924 il retourne en Russie. Il expose pour les associations l'Union de la jeunesse et Mir iskousstva. Il peint des portraits oniriques avec des touches suréalistes avant l'heure. En 1921, il peint sur différents supports, plusieurs portraits de la grande poétesse russe Anna Akhmatova. Il se marie avec Valentine Motyleff en 1924.
En 1924, il est contraint de quitter l'Union soviétique et vient s'installer à Paris. Il sera plus tard naturalisé français. Tout en continuant à peindre et à dessiner, il travaille dès lors davantage pour le cinéma. En tant que costumier et décorateur il intervient dans une centaine de pièces de théâtre et de ballets et dans une soixantaine de films. 
Dans les années 1950, il est notamment le costumier préféré de Max Ophüls et collabore aux quatre derniers films du réalisateur. En 1954, il est nommé à l'Oscar de la meilleure création de costumes pour le film d'Ophuls , Madame de....

## Galerie

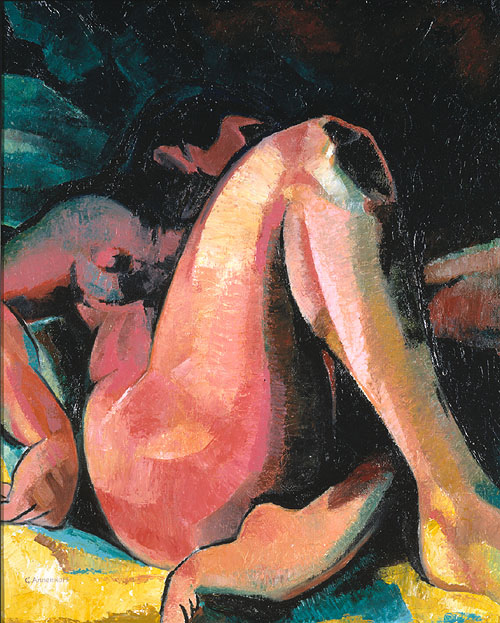
Nu.
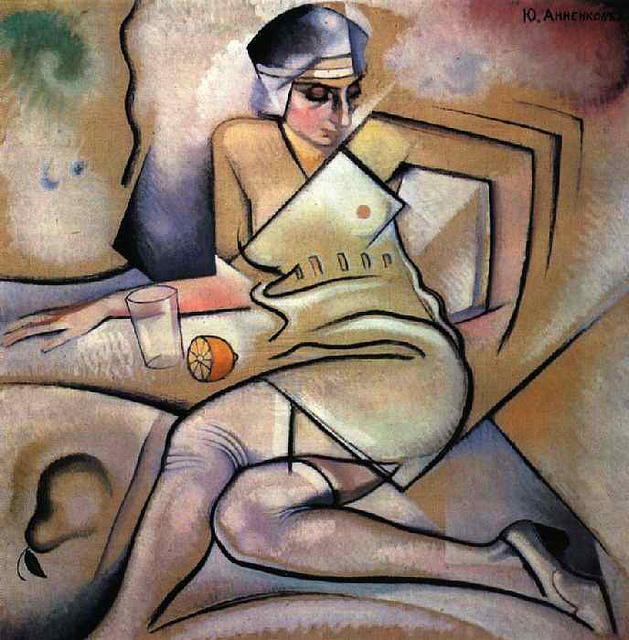
Galperina.
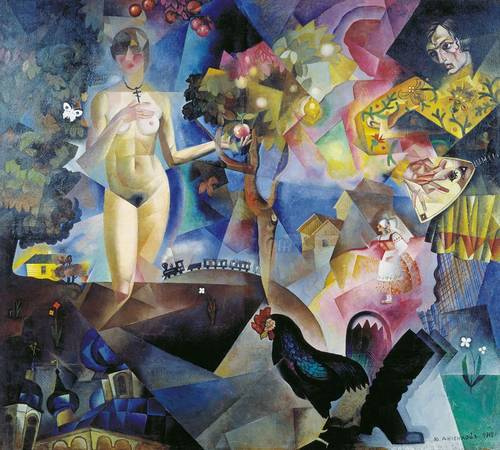
Adam et Ève.

## Autres œuvres
La liste ci-après est très incomplète : 
- Bretonne (Femme de Bréhat) et Breton (1926)[4]

## Filmographie

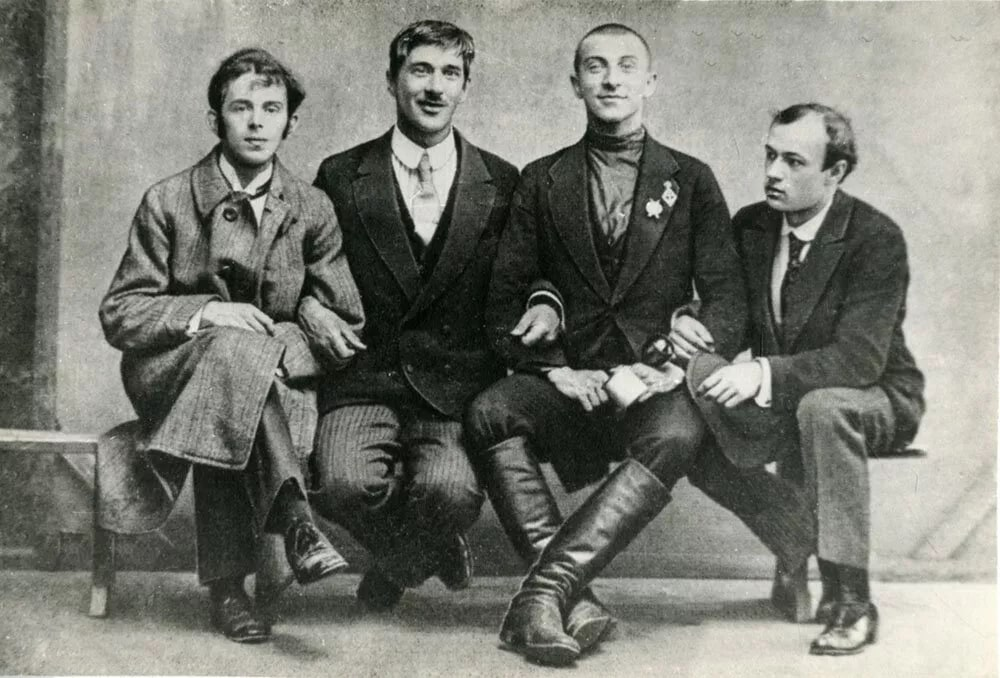
De droite à gauche, Annenkov, Livschitz, Tchoukovski et Mandelstam en 1914 (photo de Karl Bulla).

- 1926 : Faust, une légende allemande (Faust, eine deutsche Volkssage) de Friedrich Wilhelm Murnau
- 1934 : Les Nuits moscovites d'Alexis Granowsky
- 1935 : La Mascotte de Léon Mathot
- 1936 : Mayerling de Anatole Litvak
- 1936 : Tarass Boulba de Alexis Granowsky
- 1937 : Salonique nid d'espions de Georg Wilhelm Pabst
- 1937 : Nuits de feu de Marcel L’Herbier
- 1937 : Le Mensonge de Nina Petrovna de Victor Tourjansky
- 1938 : Nostalgie de Victor Tourjansky
- 1938 : Tarakanowa et (it)La principessa Tarakanova de Fédor Ozep (et Mario Soldati)
- 1938 : Le Drame de Shanghaï de Georg Wilhelm Pabst
- 1939 : Louise d'Abel Gance
- 1940 : Cavalcade d'amour de Raymond Bernard
- 1942 : La Duchesse de Langeais de Jacques de Baroncelli
- 1942 : Pontcarral, colonel d'Empire de Jean Delannoy
- 1943 : L'Éternel Retour de Jean Delannoy
- 1944 : Le Bossu de Jean Delannoy
- 1945 : Le Père Serge de Lucien Ganier-Raymond
- 1946 : L'Affaire du Collier de la Reine de Marcel L'Herbier
- 1946 : La Symphonie pastorale de Jean Delannoy
- 1946 : Patrie de Louis Daquin
- 1947 : La Colère des dieux de Charles Lamac
- 1947 : La traviata de Carmine Gallone
- 1948 : La Chartreuse de Parme de Christian-Jaque
- 1949 : Addio Mimi de Carmine Gallone
- 1949 : Cagliostro de Gregory Ratoff
- 1949 : Valse brillante de Jean Boyer
- 1950 : La leggenda di Faust de Carmine Gallone
- 1950 : Lady Paname de Henri Jeanson
- 1950 : La Ronde de Max Ophüls
- 1952 : Le Plaisir de Max Ophüls
- 1952 : Puccini de Carmine Gallone
- 1953 : Madame de... de Max Ophüls
- 1954 : Le Grand Jeu de Robert Siodmak
- 1954 : Raspoutine de Georges Combret
- 1954 : L'amour viendra de Giacomo Gentilomo
- 1954 : La Castiglione (La Contessa di Castiglione) de Georges Combret
- 1954 : Les Deux Orphelines de Giacomo Gentilomo
- 1955 : Lola Montès de Max Ophüls
- 1957 : Montparnasse 19 de Jacques Becker
- 1966 : Pas question le samedi de Alex Joffé

## Théâtre
Metteur en scène, décors, costumes et adaptation
- 1957 : Scabreuse Aventure de Dostoïevski, Théâtre du Vieux Colombier

Décors et costumes
- 1952 : Jésus la Caille, adapté du roman Jésus-la-Caille de Francis Carco, mise en scène Pierre Valde, Théâtre des Célestins
- 1953 : La Rose tatouée de Tennessee Williams, mise en scène Pierre Valde, Théâtre Gramont
- 1956 : Hiver ou les Temps du verbe de Jean Tardieu, mise en scène Jacques Polieri, Théâtre de la Huchette

## Publications
- En habillant les vedettes, Paris, Robert Marin, 1951 (BNF 31723436) ; réédition avec une préface d'Anne Wiazemsky, Quai Voltaire, 1994  (ISBN 2876532301)
- Max Ophüls, Paris, Éric Losfeld, Le Terrain vague, 1962 (BNF 37444168)
- La Révolution derrière la porte, traduit du russe par Anne Coldefy-Faucard, préface de Michel Heller, Quai Voltaire, 1994  (ISBN 9782876532328) – trad. revue et rééd. sous le titre De petits riens sans importance, Lagrasse, Verdier, 2018.
- Journal de mes rencontres. Un cycle de tragédies, traduit du russe par Marianne Gourg, Odile Menik-Ardin et Irène Sokologorsky, Éditions des Syrtes, 2016  (ISBN 9782940523467)